# Hà Nam, Hoàng Nam
Huyện tự trị dân tộc Mông Cổ-Hà Nam (tiếng Trung: 河南蒙古族自治县; bính âm: Hénán Ménggǔzú Zìzhìxiàn; chữ Tạng: རྨ་ལྷོ་སོག་རིགས་རང་སྐྱོང་ཁུལ་; Wylie: rma-lho sog-rigs rang-skyong-khul) là một huyện tự trị thuộc châu tự trị dân tộc Tạng Hoàng Nam, tỉnh Thanh Hải, Trung Quốc.

## Thành phần dân cư năm 2000
Cư dân trong huyện chủ yếu là người Mông Cổ, tuy nhiên đại đa số không nói tiếng Mông Cổ mà sử dụng tiếng Tạng.
| Dân tộc    | Dân số | Tỉ lệ  |
| ---------- | ------ | ------ |
| Mông Cổ    | 28.879 | 89,55% |
| Hán        | 1.444  | 4,48%  |
| Tạng       | 863    | 2,68%  |
| Hồi        | 821    | 2,54%  |
| Thổ        | 144    | 0,45%  |
| Tát Lạp    | 45     | 0,14%  |
| Bạch       | 19     | 0,06%  |
| Bảo An     | 13     | 0,04%  |
| Đông Hương | 11     | 0,03%  |
| Di         | 6      | 0,02%  |
| Khác       | 5      | 0,02%  |

### Trấn
- Yêgainnyin (优干宁镇, Ưu Can Ninh)

### Hương
- Sêrlung (赛尔龙乡, Tái Nhĩ Long)
- Nyimta (宁木特乡, Ninh Mộc Đặc)
- Toyêma (托叶玛乡, Thác Diệp Mã)
- Dosum (多松乡, Đa Tùng)
- Kosag (呵生乡, A Sinh)